# Haderslev község
Haderslev község (dánul: Haderslev Kommune) Dánia 98 községének (kommune, helyi önkormányzattal rendelkező közigazgatási egység) egyike. A Syddanmark régióban található. Haderslev község Aabenraa, Tønder, Esbjerg, Vejen és Kolding községekkel határos. Lakosainak száma 56 029 fő (2016).